# 山地岩黄耆
山地岩黄耆（学名：Hedysarum montanum）为豆科岩黄耆属下的一个种。

## 扩展阅读
- 維基物種上的相關：山地岩黄耆